# Dytaster gilberti
Dytaster gilberti är en sjöstjärneart som beskrevs av Fisher 1905. Dytaster gilberti ingår i släktet Dytaster och familjen kamsjöstjärnor. Inga underarter finns listade i Catalogue of Life.